# Rita (namn)

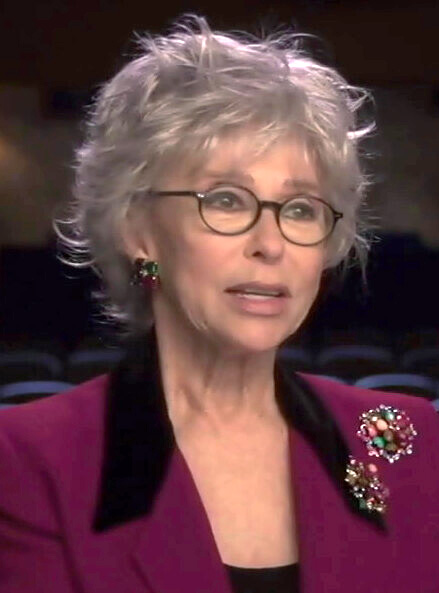
Rita Moreno, 2019.

Rita är ett kvinnonamn och en kortform av Margherita, den italienska formen av Margareta. 
Det har använts som dopnamn i Sverige sedan slutet på 1800-talet. Observera att det finska namnet Riitta har ett annat ursprung, det är en variant av Brita (Britta).
Namnet hade en viss popularitet på 1950-talet, men är just nu inte så vanligt.
Det fanns 31 december 2005 totalt 3 931  personer i Sverige med förnamnet Rita, varav 2 747 hade det som tilltalsnamn eller förstanamn. År 2003 fick 11 flickor namnet, varav 5 fick det som tilltalsnamn eller förstanamn.
Namnsdag: I Sverige 6 maj  (Sedan 1993. Tidigare, 1986-1992, på 24 augusti). I Norge 27 juli. I den finlandssvenska namnsdagslängden har Rita namnsdag 17 februari sedan 1950.

## Personer med namnet Rita
- Rita av Armenien - kejsarinna
- Rita Cadillac - fransk dansare, sångerska och skådespelerska
- Rita av Cascia - helgon
- Rita Coolidge - amerikansk sångerska
- Rita Hayworth - amerikansk filmstjärna
- Rita Holst - manusförfattare
- Rita Levi-Montalcini - italiensk neurobiolog, nobelpristagare i medicin 1986
- Rita Marley - jamaicansk sångerska
- Rita Moreno - puertoricansk skådespelare, dansare och sångerska
- Rita Ora - brittisk sångerska, låtskrivare och skådespelare
- Rita Russek - tysk skådespelare
- Rita Sargsian - Armeniens första dam 2008-2018
- Rita Tushingham - brittisk skådespelare
- Rita Yahan-Farouz - israelisk sångerska och skådespelerska

## Fiktiva
- Rita Skeeter - fiktiv karaktär i Harry Potter-serien